# Кундузское ханство
Кундузский эмират (узб. قلندر حانلیگی, Qunduz xonligi, Қундуз хонлиги) — узбекское государство, существовавшее в Южном Туркестане в XVIII—XIX веках. В ханство вошли также некоторые области, расположенные на правом берегу Амударьи (Куляб, Кубадиян). В 1820-х годах эмират процветал во время правления Мухаммад Мурад-бека.
В 1785 году выходец из Андижана Куват-хан, правитель округа Нарын, воспользовавшись затруднениями Тимур-шаха Дуррани в Синде и Пенджабе, провозгласил независимость Кундуза.
В 1832 году правитель Кундуза Мухаммад Мурад-бек захватил Кабадиан, Куляб, Курган-тюбе. После смерти Мурад-бека в 1842 году Кабадиан стал самостоятельным.
С Кундузским эмиратом поддерживало связь Кокандское ханство, особенно при правлении Мухаммад Али-хана (1822-1842).
В 1859 году было покорено афганским амиром Дост Мухаммедом.
Борьба кундузцев за независимость продолжалась, хотя бухарский эмир Музаффар (1860-1885) предпринял попытку вмешаться в борьбу жителей Кундуза против афганского владычества, она закончилась неудачей.

## Правители Кундуза (1706 - 1919)
- 1505—1706 к Бадахшану
- Махмуд-бек (ок. 1706)
- Юсуф-бий (ок. 1720)[10]
- Кубат-хан (ок. 1768)
- Мухаммад Мурад-бек хан  (ок. 1820—1840)
- Рустам-бек, сын (ок. 1840—1850)
- Мир Аталык, брат (1850—1865)
- Султан Мурад, сын (1865—1887)
- Али Барди-хан, сын (1887—1919)
- 1919 к Афганистану (вассал с 1869)